# U Make Me Wanna
"U Make Me Wanna" é um single do rapper Jadakiss para seu 2º álbum de estúdio Kiss of Death. A canção tem a participação de Mariah Carey. Foi lançado como 3º single em 2005.

## Faixas do Single

### Lado A
1. "U Make Me Wanna" (Rádio)
2. "U Make Me Wanna" (Instrumental)
3. "U Make Me Wanna" (Versão LP)

### Lado B
1. "Hot Sauce To Go" (Versão LP)
2. "Hot Sauce To Go" (Instrumental)
3. "Hot Sauce To Go" (Versão Limpa LP)

## Desempenho nas Paradas
| Paradas (2004)                                 | Melhor posição |
| ---------------------------------------------- | -------------- |
| Estados Unidos Billboard Hot 100               | 21             |
| Estados Unidos Billboard Hot R&B/Hip-Hop Songs | 8              |
| Estados Unidos Billboard Hot Rap Tracks        | 9              |
| Estados Unidos Billboard Rhythmic Top 40       | 34             |